# جيرزي دابروفسكي
جيرزي دابروفسكي (بالبولندية: Jerzy Dąbrowski)‏ هو ضابط بولندي، ولد في 29 أبريل 1889 في سووالكي في بولندا، وتوفي في 17 ديسمبر 1940 في مينسك في روسيا البيضاء.